# فرقة حرس الحدود 538 (الفيرماخت)
فرقة حرس الحدود 538، المعروف أيضًا باسم Division zb V. 538. كانت فرقة ألمانية قصيرة الأجل في الحرب العالمية الثانية شاركت في غزو يوغوسلافيا. تم حلها مباشرة بعد استسلام يوغوسلافيا.

## التاريخ
تم تكوينها في 9 ديسمبر 1939 في كلاغنفورت ضمن المنطقة العسكرية الثامنة والعشرين باستخدام مفرزة الدفاع الحدودي العشرين التي كانت تتمركز على طول حدود الرايخ الإيطالية، وكان تحت قيادة جينيرال لوتنانت Emmerich von Nagy.  تم استدعاؤها للخدمة في 28 مارس 1941 لغزو يوغوسلافيا.  إلى جانب الفرقة الجبلية الأولى، كانت جزءًا من الفيلق الجبل التاسع والاربعين بقيادة الجنرال دير إنفانتري لودفيج كوبلر. 
في اليوم الأول من الغزو، تمركزت الفرقة في الجزء الشمالي الغربي من الحدود بين الرايخ ويوغوسلافيا، واستولت على ممرات جبلية وتلال وأنفاق مهمة على الجانب اليوغوسلافي من الحدود. مكّنت هذه النجاحات الرؤساء من الفرقة الجبلية الأولى من عبور الحدود بسرعة والدخول عميقًا في الأراضي اليوغوسلافية.  تم وقف الفرقة بعد الغزو، وتم حلها في 18 أبريل 1941. 

## تكوين
تم إنشاء الفرقة من مفرزة حرس الحدود العشرين والتي تضمنت:  
- قطاع المراقبة الحدودي 193 ( سبيتال دراو )
- قطاع المراقبة الحدودي 194 (كلاغنفورت)
- قطاع المراقبة الحدودي 195 ( غراتس )

في 1 أبريل 1941، مباشرة قبل غزو يوغوسلافيا، كانت الوحدات الرئيسية للفرقة: 
- موظفو الشعبة والإدارة والقوات (بما في ذلك فصيلة دراجة نارية وفصيلة إشارات جبلية ومفرزة شرطة عسكرية (بالألمانية: Feldgendarmerie)
- عناصر من فوج المشاة 194
  - الكتيبة الأولى (ثلاث سريات)
  - الكتيبة الثانية (ثلاث سريات)
- عناصر فوج الجبل 139
  - الكتيبة الأولى (سرية واحدة)
  - الكتيبة الثانية (سريتان)
- كتيبة استبدال المشاة 499 (سريتان)
- كتيبة هندسية

تم فصل عناصر من فوج المشاة 194 والفوج الجبلي 139 ووضعوا تحت قيادة الفرقة الجبلية الأولى. 